# Tarier d'Afrique
Espèce
Statut de conservation UICN

 LC  : Préoccupation mineure
Le Tarier d'Afrique (Saxicola torquatus) est une espèce de passereaux appartenant à la famille des Muscicapidae.
Son aire s'étend à travers l'écozone afrotropicale.

## Sous-espèces
Selon la classification de référence du Congrès ornithologique international (15.1, 2025) :
- S. t. felix Bates, 1936 — monts de l'Asir ;
- S. t. jebelmarrae Lynes, 1920 — Darfour ;
- S. t. moptanus Bates, 1932 — deltas du Sénégal et du Niger ;
- S. t. nebularum Bates, 1930 — forêts d'altitude guinéennes ;
- S. t. axillaris (Shelley, 1885) — Rwenzori et montagnes du Kenya et de la Tanzanie ;
- S. t. promiscuus Hartert, 1922 — du sud de la Tanzanie à l'est du Zimbabwe et ouest du Mozambique ;
- S. t. salax (Verreaux & Verreaux, 1851) — Grassland (Cameroun), Bioko et ouest de l'Afrique centrale ;
- S. t. stonei Bowen, 1931 — miombo, Zimbabwe et nord de l'Afrique du Sud ;
- S. t. clanceyi Courtenay-Latimer, 1961 — zones côtières de l'Afrique australe ;
- S. t. torquatus (Linné, 1766) — centre de l'Afrique du Sud ;
- S. t. oreobates Clancey, 1956 — Lesotho ;
- S. t. voeltzkowi Grote, 1926 — Grande Comore ;
- S. t. albofasciatus Rüppell, 1840 — Éthiopie, sud-est du Soudan du Sud et nord de l'Ouganda ;
- S. t. sibilla (Linné, 1766) — Madagascar ;
- S. t. tsaratananae Milon, 1950 — nord de Madagascar ;
- S. t. ankaratrae Salomonsen, 1934 — sud de Madagascar.

## Taxinomie
À la suite des travaux phylogéniques de Wittmann et al. (1995), le Congrès ornithologique international a séparé le taxon original qu'était Saxicola torquatus, en trois espèces distinctes. Saxicola torquatus ne conserve que les sous-espèces présentes en Afrique sub-saharienne et en Arabie ; Saxicola maurus est présente du Caucase et de la Turquie jusqu'à l'Himalaya et à la Chine ; et Saxicola rubicola est présente en Europe et en Afrique du Nord.